# Dumnagual IV di Alt Clut
Dumnagual IV (fl. IX secolo) secondo le Harleian genealogies, era figlio di Riderch, nipote di Eugein, e pronipote re di Dumnagual III di Alt Clut..
Lo si conosce solo da questa fonte e, sebbene alcune fonti lo riconoscano come tale, tuttavia non esiste alcuna evidenza che abbia regnato su Alt Clut. La Cronaca dei re di Alba ricorda l'incendio di Dunblane da parte dei britanni nell'849, ed è possibile che proprio Dumnagual sia il sovrano responsabile di ciò, anche se potrebbe essersi trattato de figlio Artgal.